# Ferdynand i Karolina
Ferdynand i Karolina (wł. Ferdinando e Carolina) – włosko-francuski film historyczny z 1999 roku w reżyserii Liny Wertmüller.

## Opis fabuły
Rok 1820. Na łożu śmierci Ferdynand I, król Neapolu przypomina swoje młodzieńcze lata. Miał się ożenić z Marią Karoliną, córką Marii Teresa. Niespodziewanie stali się kochankami, jednak idylla trwa do momentu sporów politycznych.

## Obsada
- Sergio Assisi – Ferdynand I Burbon
- Gabriella Pession – Maria Karolina Habsburg
- Lola Pagnani – Sara Goudar
- Silvana De Santis – Maria Teresa
- Mario Scaccia – Ferdynand I Burbon (stary)
- Nicole Grimaudo – Księżna Mediny
- Carlo Caprioli – Cesarz Józef II Habsburg
- Moira Grassi – Hrabina S. Marco
- Vanessa Sabet – Maria Józefa
- Matt Patresi – Angelo Goudar